# بين تشيفلي
جوزيف بينديكت تشيفلي (22 سبتمبر 1885-13 يونيو 1951) سياسي أسترالي شغل منصب رئيس وزراء أستراليا السادس عشر بين عامي 1945 و1949. تولى قيادة حزب العمال الأسترالي من عام 1945 حتى وفاته.
وُلد تشيفلي في مدينة باثرست، نيوساوث ويلز، وانضم إلى وكالة السكك الحديدية بعد تركه المدرسة ليصبح سائق قطار. كان تشيفلي فردًا بارزًا في الحركة النقابية قبل دخوله عالم السياسة، وكان أيضًا مديرًا لصحيفة نيشونال أدفوكيت. بعد عدة محاولات فاشلة للترشح للبرلمان، نجح تشيفلي أخيرًا عام 1928. عُين وزيرًا للدفاع في حكومة جيمس سكولن عام 1931، وبقي في مجلس الوزراء أقل من سنة قبل خسارة مقعده في انتخابات 1931 التي عانت فيها الحكومة من خسارة فادحة.
بعد هذه الهزيمة الانتخابية، بقي تشيفلي يعمل في المجال السياسي مسؤولًا في الحزب، داعمًا لقيادة الحزب العمالي ضد فصيل لانغ لابور. خدم تشيفلي في الهيئة الملكية الأسترالية في النظام المصرفي عام 1953، وأصبح أحد كبار الموظفين الحكوميين عام 1940 في وزارة الذخائر الأسترالية. انتُخب تشيفلي مجددًا لعضوية البرلمان في وقت لاحق من السنة في ثالث محاولة له منذ 1931. شغل منصب أمين الخزينة في حكومة كيرتن الجديدة عام 1941 بصفته عضو برلمان تابع للحزب العمالي مع خبرة وزارية سابقة. في السنة التالية، عُين تشيفلي وزير إعادة الإعمار بعد الحرب إضافةً إلى منصبه السابق، ما جعله أكثر أعضاء الحكومة نفوذًا. أصبح رئيس الوزراء بعد وفاة كيرتن على رأس عمله عام 1945، مزيحًا القائم بأعمال رئيس الوزراء فرانك فورد بنتيجة التصويت على قيادة الحزب.
في انتخابات عام 1946، أُعيد انتخاب تشيفلي بأغلبية غير ساحقة، وهي المرة الأولى التي تربح فيها حكومة حزب العمال الحالية إعادة الانتخابات. انتهت الحرب بعد شهر من توليه المنصب، وشرعت حكومته بتنفيذ برنامج طموح لإصلاح المجتمع وبناء الأمة. شمل هذا البرنامج تمديد دولة الرفاهية وتطبيق برنامج هجرة واسع النطاق وتأسيس الجامعة الوطنية الأسترالية ومنظمة «إيه إس آي أو» ومجمع الجبال الثلجية «سنوي ماونتنز». فرضت بعض التشريعات الجديدة نفسها بقوة في المحكمة العليا، ما منح الحكومة الفيدرالية سلطةً واسعةً على الخدمات الاجتماعية نتيجة التعديل الدستوري.
فشلت بعض السياسات التدخلية الاقتصادية التي اعتمدها تشيفلي في إحداث التأثير المطلوب على قطاع الأعمال الأسترالي، خاصةً محاولته تأميم المصارف. خسرت حكومته في انتخابات عام 1949، ما منح حزب العمال الليبرالي بقيادة روبرت منزيس السلطة للمرة الأولى. بقي تشيفلي قائدًا للمعارضة حتى مماته بعد بضعة أشهر من انتخابات 1951، ولم يعد حزب العمال للحكومة حتى 1972. يُعد تشيفلي أحد أعظم رؤساء الوزراء الأستراليين بفضل مساهماته في الازدهار الذي نعمت به البلاد بعد الحرب. امتلك تشيفلي مكانةً كبيرةً في حزب العمال، ويُعد خطابه الذي قال فيه جملته الشهيرة «الضوء على التلة light on the hill» ذا تأثير كبير على تاريخ الحزب والحركة العمالية الأسترالية الأوسع.

## حياته الباكرة

### الولادة وخلفية العائلة
وُلد جوزيف بينديكت تشيفلي في شارع هافانا 29 في مدينة باثرست، نيوساوث ويلز، بتاريخ 22 سبتمبر 1885. كان الابن الأول من بين ثلاثة حظي بهم والداه باتريك تشيفلي الثاني وماري آن (اسمها قبل الزواج كوريجان). والده حداد من مواليد باثرست لأبوين من المهاجرين الأيرلنديين قطنوا في مقاطعة تيبيراري، بينما والدته من مقاطعة فيرماناغ التي تُدعى حاليًا أيرلندا الشمالية.

### طفولته
في عمر الخامسة، أُرسل تشيفلي ليعيش مع جده الأرمل باتريك تشيفلي الأول، الذي امتلك مزرعةً صغيرةً في منطقة ليميكلنس الريفية. تولت عمته ماري بريدجت تدبير المنزل لهما. بدأ تشيفلي تعليمه في مدرسة حكومية محلية ذات دوام جزئي، إذ لم يساعد حجمها على إعطاء دروس يومية، وكان المعلم الوحيد المتاح مشتركًا مع المجتمعات المجاورة. عاد تشيفلي للعيش في منزل والديه في عمر الثالثة عشر بعد وفاة جده في يناير من عام 1899، وتعلم في مدرسة أخوة القديس باتريك لسنتين. كان قارئًا نهمًا منذ صغره، وعوض تعليمه المحدود في الطفولة بحضور الصفوف في المدارس الليلية أو المعاهد الميكانيكية لاحقًا.